# Onthophagus nabeleki
Onthophagus nabeleki é uma espécie de inseto do género Onthophagus, família Scarabaeidae, ordem Coleoptera.

## História
Foi descrita cientificamente por Balthasar em 1939.